# 素理翁路

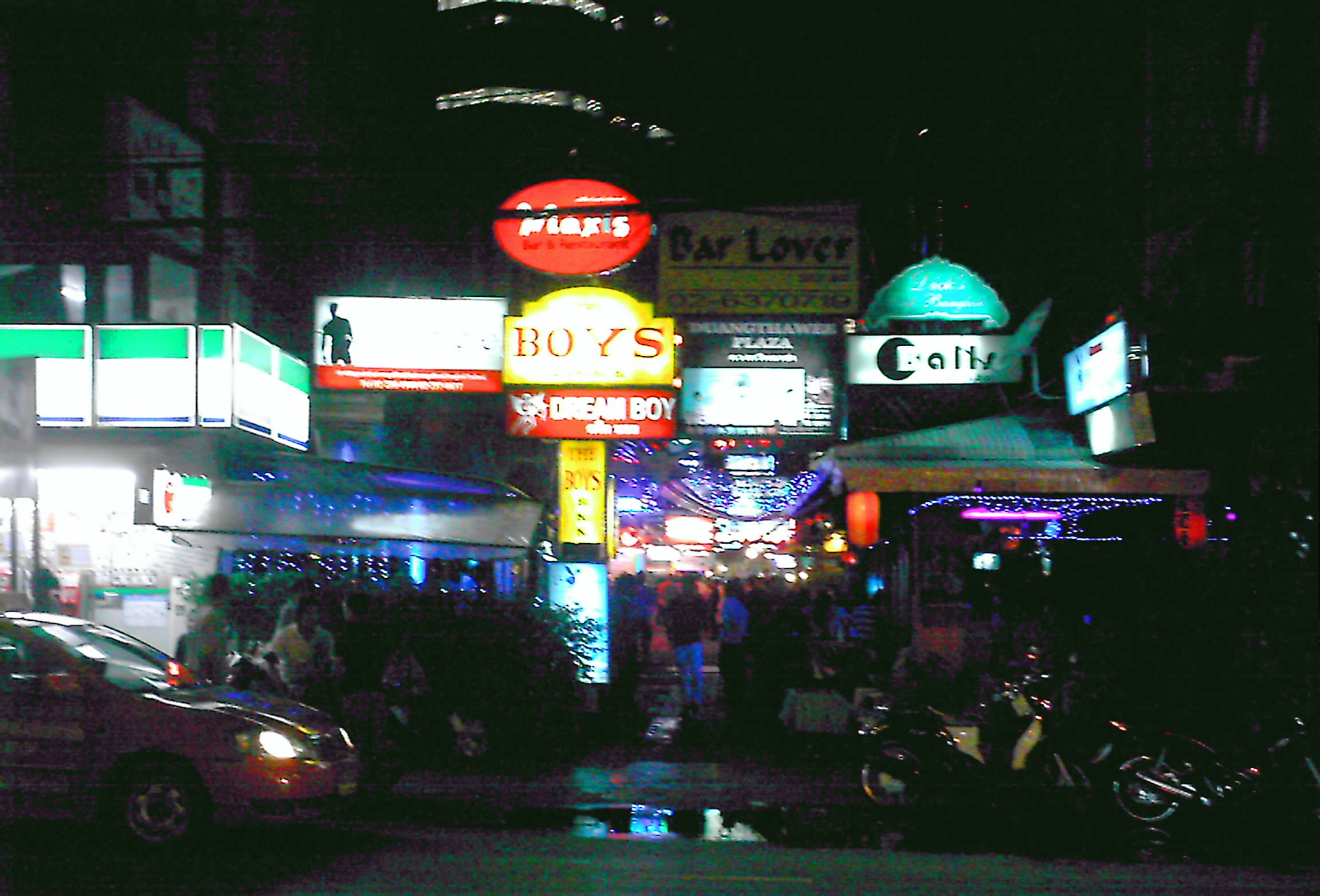
素里翁路的橫街：巴吞猜街是滿布服務男同性戀酒吧

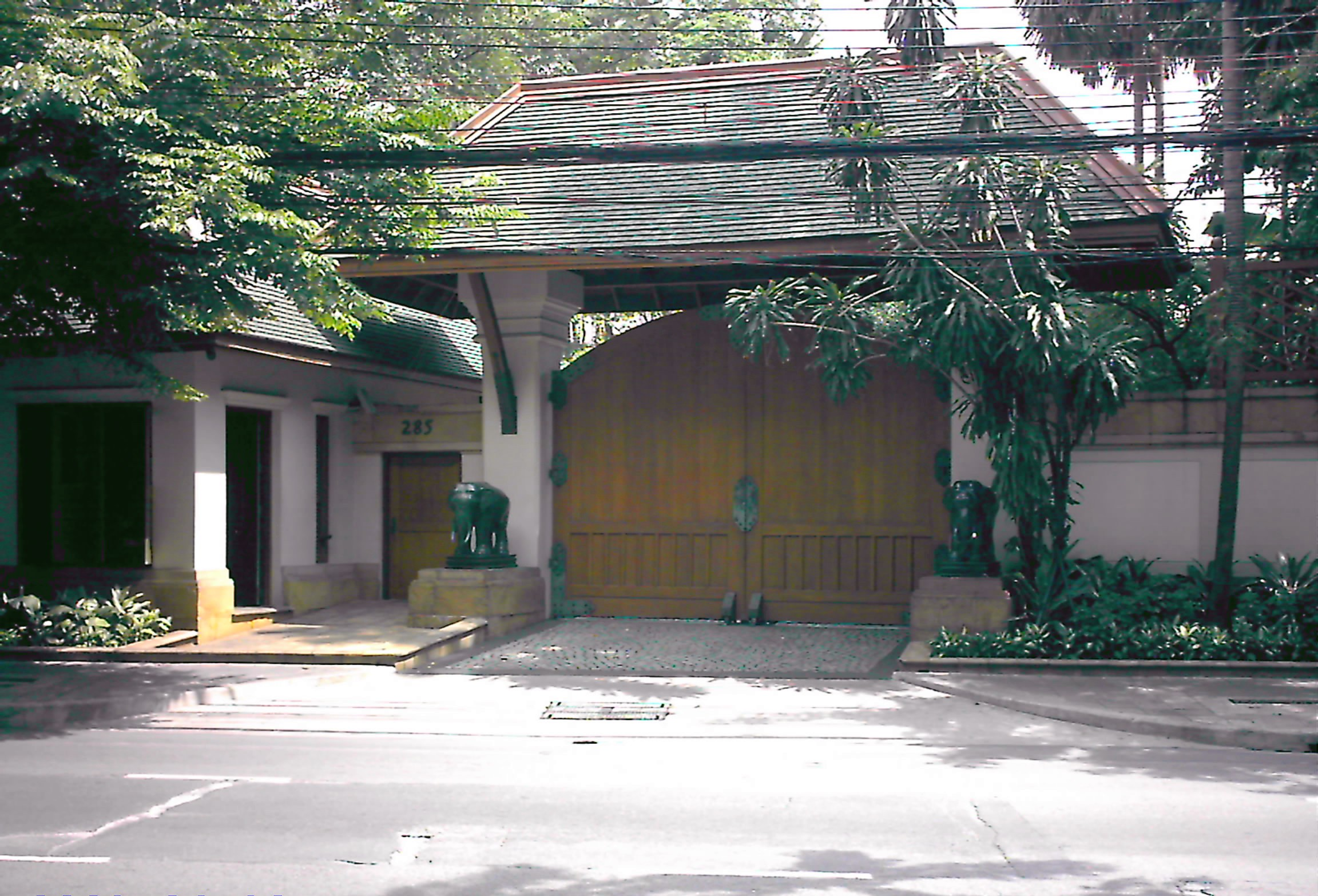
素里翁路 285號

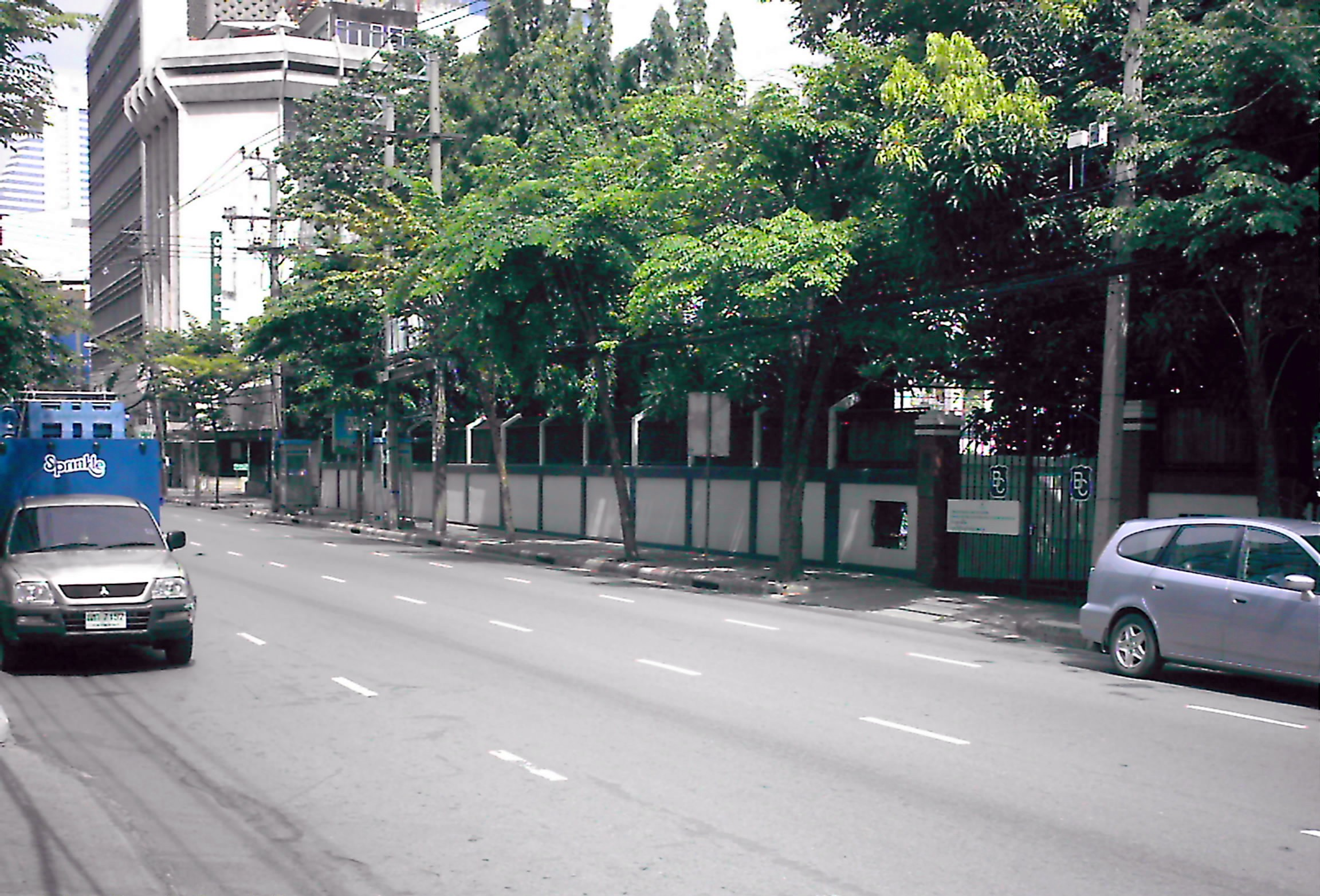
素里翁路的英國俱樂部

素理翁路位於泰國曼谷的挽叻縣，它的北部為四丕耶路；南部為是隆路，與上述兩條道路平行，並有多條橫街相通。它的西端與石龍軍路交接處是回教廟；東端與拍喃四路交接處是泰國的紅十字會經營的「毒蛇醫院」及朱拉隆功醫院。這條路上有俄羅斯大使館、觀光飯店及商業大廈林立。

## 主要交會街道
- 他火野街（Soi Thaniya，渾號：「小東京」）：高檔次的日本式居酒屋及按摩院的集中地；
- 巴吞猜街（Soi Pratuchai）：L字形的巷，能連通拍喃四路。它是男同性戀妓院的集中地；
- 拍蓬街（Patpong）：曼谷的著名紅燈區；
- 颯街（Soi Sap）：俄羅斯大使館

## 從東至西的機構
- 拍喃四路
- 許參商業大廈（Charn Issara Tower）

- 他火野街
- 盤谷銀行
- 31號：素里翁旅社 Suriwongse Hotel
- 巴吞猜街：男同性戀酒吧的集中地，通住拍喃四路。
- 40/1號：林德記珠寶行 Natty Gems
- Wall Street Tower
- Wall Street Inn
- 泰匯豐保險大廈 Thail Development Insurance Building
- 匹蓬二街
- 素理翁警崗 Suriwong Police Box
- 匹蓬一街
- 118號：玫瑰旅社（Rose Hotel）
- 54號：摩天飯店（Montien Hotel）
- Trantawan Hotel
- 80號：查拉頓飯店（Tawanna Ramada Hotel）
- 135/25號：裘詩乾洗店 Quick N’ Clean Laundry & Dry Cleaners
- 金國酒樓 Jinguo Restaurant
- 141號：Skulthai Surawong Tower
- 164號：日昇旅遊兩合公司 Sunrise Travel
- 盎格魯廣場社 Soi Anglo Plaza
- 149/8號：愛侶灣古玩行 Erawan Antiques
- 社 Soi Anuman Rajdhou
- 涼 Ryo Club Karaoke Studio
- 167/5-7號：三豐朝鮮菜館 Sampoong Korea Restaurant 삼풍레스토랑
- 171號：曼谷商業銀行（Bangkok Bank of Commerce）總行
- 178號：巴剎飯店（Plaza Hotel）
- 建興酒家（素理翁路分店） Somboon Seafood Restaurant
  - 建興酒家的官方網站 （页面存档备份，存于）
- Soi Anuman Rajdhon
- 再興旅行社 ST Deluxe Tour
- Soi Decho
  - 向北走約300公尺為「挽叻縣警察局」；向北走約1,150公尺為「華喃蓬佛寺」。
- 206/5號：泰發 Thai Chaiyanta Optical
- 222號：Voravit Building
- British Club
- Neilson Library
- Soi Pradit
- Soi Prachum
- Silom City Hotel
- Soi Prasan
- 博他那社 Soi Patana
- 285號：Cambridge Society, Mrs. Wallapa Trisorat
- 泰聯商保險有限公司 Thai United
- 頌實有限公司 Somsit Co. Ltd.
- 大華銀行
- 294/3-4 傑頂上魚翅 Kleak Shark Fin Cuisine
- 社 Soi Pramot
- 291號：盤谷銀行
- 322號：Bangkok Gem & Jewelary Tower
- 泰國海南會館、新育民公學
- 324/5-6號：朝日珠寶公司 Asahi Gems Co. Ltd.
- 324/7-8號：愛美歌錄音機構有限公司 Amigo Studio Co. Ltd.
- 瑪夏塞路 Mahesak Road
  - 瑪夏塞醫院（Mahesak Hospital）
- 341號：通美珠寶行 Tommy Siam
- 299-301號：新富士旅社 New Fuji Hotel
- 沙旺出口（大眾）有限公司 Sawang Export Public Company Ltd.
- 412號：Manohra Hotel 瑪孥拉飯店，1966年開業，當年的一級飯店；現時的三星飯店。
  - 瑪孥拉飯店的官方網站 （页面存档备份，存于）（英文）
- 素理翁導遊兩合公司
- 馬永成珠寶行 Chaeng Watthana
- 通往拍喃九路的收費公路之入口
- 343號：新督加歷羅飯店 New Trocadero Hotel，75年歷史的曼谷第一座豪華飯店，現時為三星飯店。
- 石龍軍路